# عدن (مسلسل تلفزيوني 2021)
عدن (بالإنجليزية: Eden)‏ هو مسلسل تلفزيوني أصلي لبث الرسوم المتحركة جي جي ال من إنتاج شركة جي جي أستوديو أي أن سي، و صور كيو واي بي سي.  من إخراج ياأوينوو إيري وكتبه كيميكو أوينو، تم إصداره في 27 مايو 2021 على شبكة نتفلكس . 

## حبكه
آلاف السنين في المستقبل ، مدينة متجانسة لامعة تُعرف باسم «عدن» يسكنها فقط روبوتات ذكاء اصطناعيًا اختفى أسيادها السابقون منذ فترة طويلة على الرغم من استمرارهم في زراعة المنتجات الزراعية. في مهمة روتينية في الأراضي الزراعية المحيطة ، قام روبوتان للصيانة بإيقاظ طفلة بشرية من الركود ، متشككين في اعتقادهم أن البشر كانوا أسطورة قديمة محظورة. يقوم الروبوتان معًا بتربية الطفل سراً في ملاذ آمن خارج عدن.

## مؤدي الاصوات
| الشخصية                               | صوت ياباني        | صوت إنجليزي       |
| ------------------------------------- | ----------------- | ----------------- |
| Sara Grace (サラグレース Sara Gurēsu) | ماريكا كونو       | روبي روز تورنر    |
| أ 37                                  | كيوكو هيكامي      | روزاريو داوسون    |
| E92                                   | كينتارو إيتو      | ديفيد تينانت      |
| Zero (ゼロ)                           | كويتشي ياماديرا   | نيل باتريك هاريس  |
| S566                                  | Tarusuke Shingaki | جي بي كارلياك     |
| Zurich (チューリヒ Chūrihi)           | يوكي كوهارا       | كاساندرا لي موريس |
| Geneve (ジュネーブ Junēbu)            | يوكو كايدا        | جولي ناثانسون     |

## وسائط

### مانجا
بدأ تعديل المانجا الذي رسمه تسويوشي إيسوموتو بالتسلسل في مجلة الملك الشاب لشونين جاهوشا في 16 فبراير 2021. 